# Frédéric Legrand
Pour les articles homonymes, voir Legrand.
 (novembre 2009).
Si vous disposez d'ouvrages ou d'articles de référence ou si vous connaissez des sites web de qualité traitant du thème abordé ici, merci de compléter l'article en donnant les références utiles à sa vérifiabilité et en les liant à la section « Notes et références ».
Frédéric Legrand, né le 27 janvier 1810 à Versailles et mort à Rezonville en août 1870, est un général français.

## Biographie

### Restauration et monarchie de Juillet
Officier sorti du rang, il est d'abord hussard de la garde royale en 1828, puis brigadier en 1829. Maréchal des logis au 2e hussards en 1830, puis Maréchal de logis chef en 1832. Après avoir participé à la campagne de Belgique (1831-1832), il est nommé adjudant en 1832.
Sous-lieutenant en 1837, après 9 ans de services, il part en Afrique de 1837 à 1852, et passe aux spahis réguliers de Bône en 1837. Cité à l’ordre de la division de Constantine le 22 août 1840 pour s’étant distingué contre les Sanedjas le 13 août. Passe ensuite dans le corps de cavalerie indigène en 1842.
Lieutenant en 1842, il est cité le 23 mai 1843 comme s’étant distingué au combat de Taguine (lors de la prise de la smala d'Abd el-Kader) le 16 du mois et reçoit la croix de chevalier de la Légion d'honneur.
Capitaine en 1844, il a un cheval tué sous lui le 7 juillet 1844 dans un combat contre les Angades, puis est cité à nouveau le 15 août 1844 lors de la bataille d’Isly. Il passe alors au 2e spahis en 1845, puis au 4e lanciers en 1845 et au 3e spahis en 1847.

### Second Empire
Chef d’escadron du 2e chasseurs d’Afrique en 1850, il est à nouveau cité le 13 mai 1852, puis le 24 juin 1852 pour s’être distingué dans des combats contre les Beni Snassem. Il reçoit alors la croix d'officier de la Légion d'honneur (1852).
Remarqué par le général Fleury, avec qui il a servi aux spahis, il est appelé au régiment des Guides de la Garde en 1852, où il est nommé lieutenant-colonel la même année. Il reçoit la croix de commandeur de l’ordre de Charles III (1854).
Colonel du 11e chasseurs en 1855, puis à la même date au 5e cuirassiers, il est fait commandeur de la Légion d'honneur en 1857.
Général de brigade en 1860, il est nommé commandant d'une brigade de la division du corps d’armée de Lunéville, puis il retourne en Afrique de 1861 à 1868 où il commande la subdivision d’Oran. Il se distingue en 1864 lors de l'insurrection des tribus sahariennes et est nommé grand officier de la Légion d'honneur en 1865.
Général de division en 1868, il commande la division de cavalerie du camp de Châlons, puis la 11e division militaire à Perpignan. Inspecteur général d’arrondissement en 69 et 70. 
Lors de la guerre franco-prussienne de 1870, il commande la division de cavalerie du 4e corps de l’armée du Rhin, et est tué à Rezonville en août 1870 d'un coup de sabre à l’épigastre.